# Pigen uden skygge
|  | Denne artikel er oprettet af botten PalnaBot ud fra en ekstern database. Den kan derfor have sproglige fejl eller mangler. Denne skabelon kan fjernes efter kontrol af indholdet. |

Pigen uden skygge er en kortfilm fra 1990 instrueret af Susanne Hvidtfeldt efter manuskript af Susanne Hvidtfeldt.

## Handling
En kvinde opdager, at hun er ulykkelig gravid og tvinges til at gøre op med sin forestilling om liv og især skyld. Da hun ikke magter denne opgave, giver hun i stedet sig selv rollen som hævnende ærkeengel og forsøger at overbevise manden om sin skyld og frugtbarhed.